# Fox Corporation
Fox Corporation (mais conhecida como Fox) é uma empresa de mídia americana sediada em Midtown Manhattan, Cidade de Nova Iorque. Ela foi formada com os ativos restantes da 21st Century Fox depois da aquisição da parte de estúdios de cinema e tv e vários canais a cabo pela The Walt Disney Company em 2019. A propia 21st century fox foi formada da separação da News Corporation em 2013. Fox Corp. foi derivada da 21st Century Fox e entrou na bolsa em 19 de março de 2019. Ela pertence a Rupert Murdoch e sua família através de um fundo familiar com a participação de 39%. Murdoch é chairman co-executivo, enquanto seu filho Lachlan Murdoch é chairman e CEO da empresa.
Fox Corp. lida primariamente nas indústrias de transmissão de televisão, notícias e transmissão de desporto por meio dos ativos da 21st Century Fox restantes que não foram adquiridos pela Disney. Eles a Fox Broadcasting Company, Fox Television Stations, Fox News, Fox Business, as operações nacionais de Fox Sports, e outros. Sua companhia irmã sob controlo de Murdoch, a News Corp dos dias atuais, possui seus interesses de jornais e outros ativos de media.

## História

### Formação
Em 6 de novembro de 2017, a CNBC noticiou que a The Walt Disney Company estava negociando um acordo com Rupert Murdoch para adquirir as divisões de entretenimento cinematográfico, canais por assinatura e de transmissão por satélite direta da 21st Century Fox.
Em maio de 2018, foi confirmado que Lachlan Murdoch, ao invés de James Murdoch, iria assumir o comando da New Fox.
Em 20 de junho de 2018, a The Walt Disney Company anunciou um acordo definitivo para adquirir a 21st Century Fox por 71,3 bilhões em dinheiro e ações. Ativos a serem assumidos pela Disney incluem os estúdios de cinema e TV da 20th Century Fox, Fox Television Group (junto com canais por assinatura como o FX), redes internacionais, participação na National Geographic Partners, a emissora de TV indiana Star India, participação adicional de 30% stake no Hulu, e outros ativos principais. A 21st Century Fox irá separar a Fox Broadcasting Company, Fox Television Stations, Fox News Channel, a Fox Business Network, FS1, FS2, Fox Deportes e a Big Ten Network para a nova empresa de Rupert Murdoch.
Como a Disney possui a American Broadcasting Company (ABC), e a 21st Century Fox é dona da Fox Broadcasting Company, uma aquisição completa da Fox pela Disney seria ilegal sob as regras da Comissão Federal de Comunicações (FCC, na sigla em inglês), que proíbem uma fusão entre qualquer uma das quatro maiores redes de radiodifusão.
O acordo foi aprovado pelos acionistas de ambas as empresas em 27 de julho de 2018.
Em 10 de outubro de 2018, foi noticiado que a nova estrutura organizacional, pós-fusão da "New Fox" seria implementada a partir de 1 de janeiro de 2019, antes do fechamento da venda para a Disney (que tem a expectativa para ocorrer na primeira metade de 2019).
Em 14 de novembro de 2018, foi revelado que a nova empresa independente iria manter o nome original de "Fox".

## Empresas
- Fox Entertainment (empresa de produção fundada em 2019)
  - Fox Entertainment studios ( divisão de produção de cinema e televisão)
  - Foz  Entertainment global ( divisão de distribuição)
  - Fox Now
  - Sidecar
  - Studio Ramsay Global
  - TMZ
  - Bento Box Entertainment
  - MarVista Enterteiment( estúdio de cinema e televisão comprado pela Fox em 2021)
  - Tubi

- Fox Broadcasting Company[2]
  - Fox Television Stations Group[2]
  - 28 estações de TV
  - Fox Television Stations Productions
  - MyNetworkTV
  - Movies! (50%)

- Fox News Media[2]
  - Fox News Channel[2]
  - Fox Business Network[2]
  - Fox News Radio
  - Fox News Talk
  - Fox Nation
- Fox Sports Media Group[2]
  - FS1
  - FS2[2]
  - Fox Deportes[2]
  - Big Ten Network (51%)[2]
  - Fox Soccer Plus
  - Fox Sports Radio
  - Fox Sports Digital Media
    - FoxSports.com
- O lote de estúdios da 20th Century Fox (entretanto, serão alugados pela The Walt Disney Company)[2]